# Черепашка

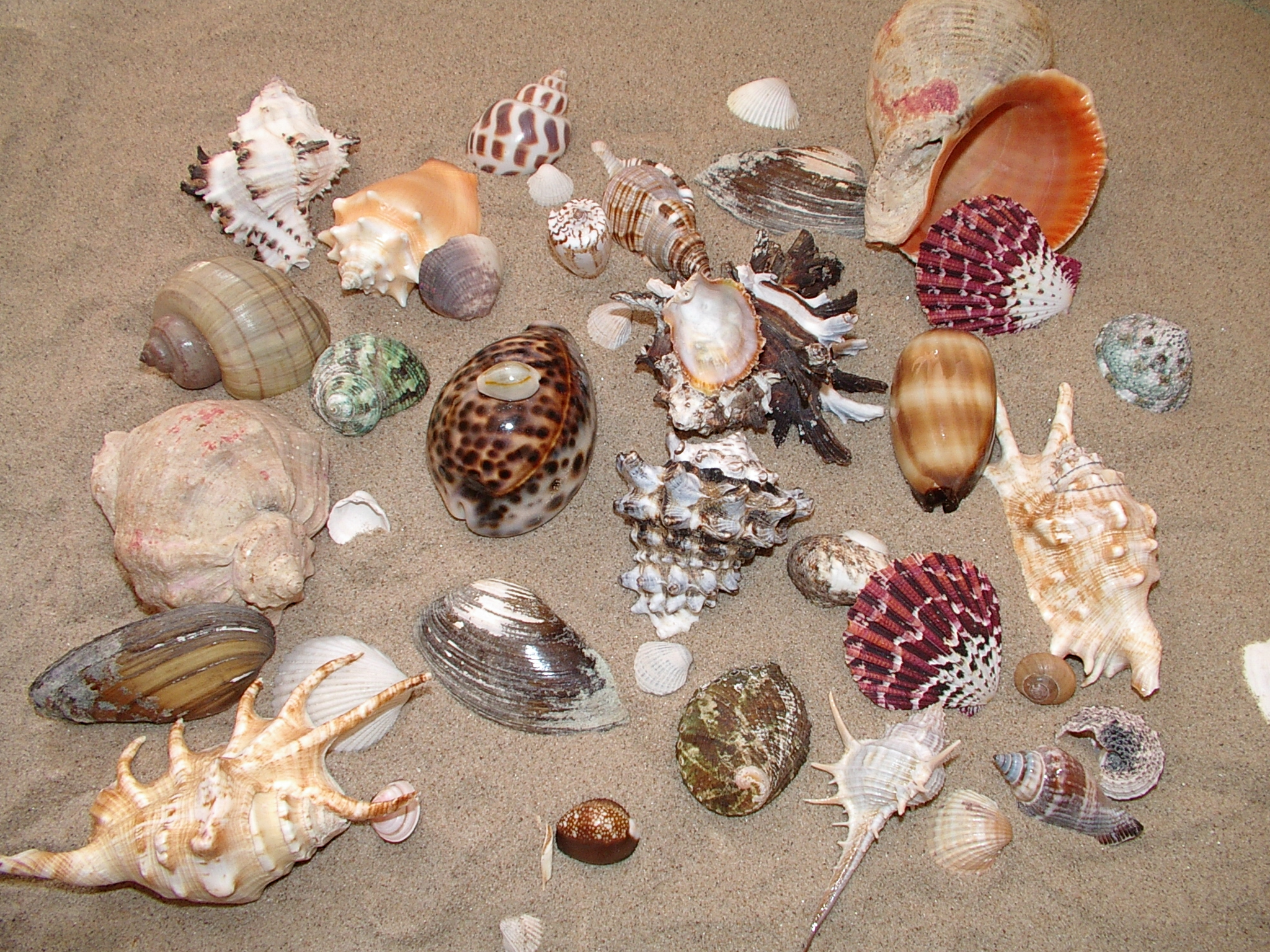
Мушлі різних молюсків

Черепа́шка, або му́шля, розм. ра́ковина — захисний скелетний утвір, що вкриває тіло багатьох найпростіших, більшості молюсків, плечоногих та деяких ракоподібних. Черепашки безхребетних вивчає наука конхіологія. Для практичного використання та колекціонування найбільше значення мають мушлі молюсків.

## Термінологія
Назва «черепашка» споріднена з такими словами як «черепиця» і «чарупка», а за походженням є зменшувальною формою слова «черепаха» (прасл. *čerpaxa). Як і згадані лексеми, воно є похідним від «череп» (прасл. *čerpъ, первісно — «глиняний горщик»), і вживалося як табуїстична назва черепахи через її твердий, як череп, панцир. Згодом це слово витіснило загальнослов'янське наймення тварини — желв (д.-рус. жєльвь < прасл. *žely), а форми черепаха і черепашка остаточно розійшлися в значенні.
Синонім «мушля» запозичений з пол. muszla, що походить від нім. Muschel (давн.в-нім. musсula). Німецьке слово, в свою чергу, є давнім запозиченням з лат. musculus («мишеня»; «м'яз, мускул»).

## Організми, що мають черепашку
- Протисти (одноклітинні):

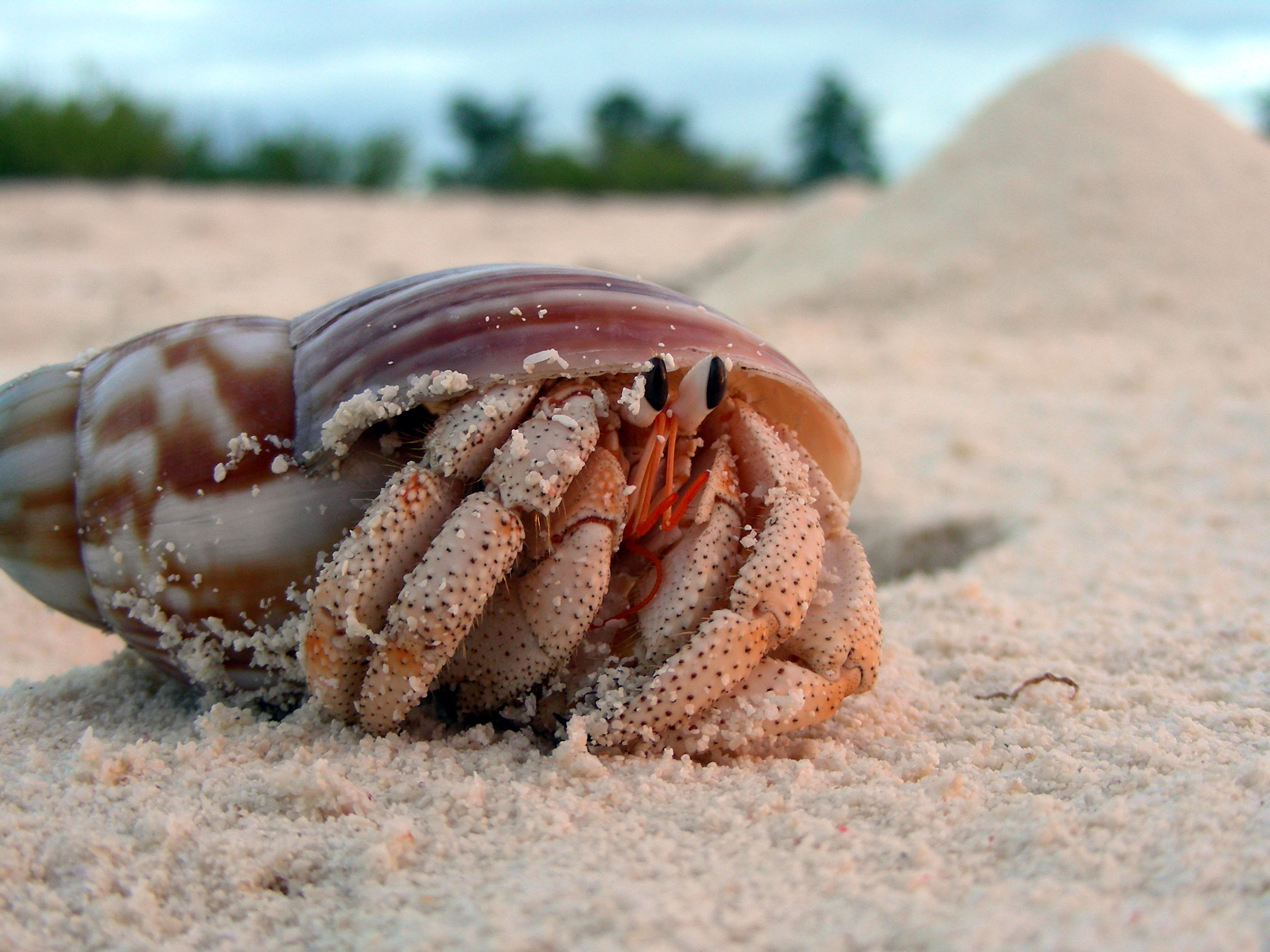
Рак-самітник Coenobita perlatus у черепашці гастроподи

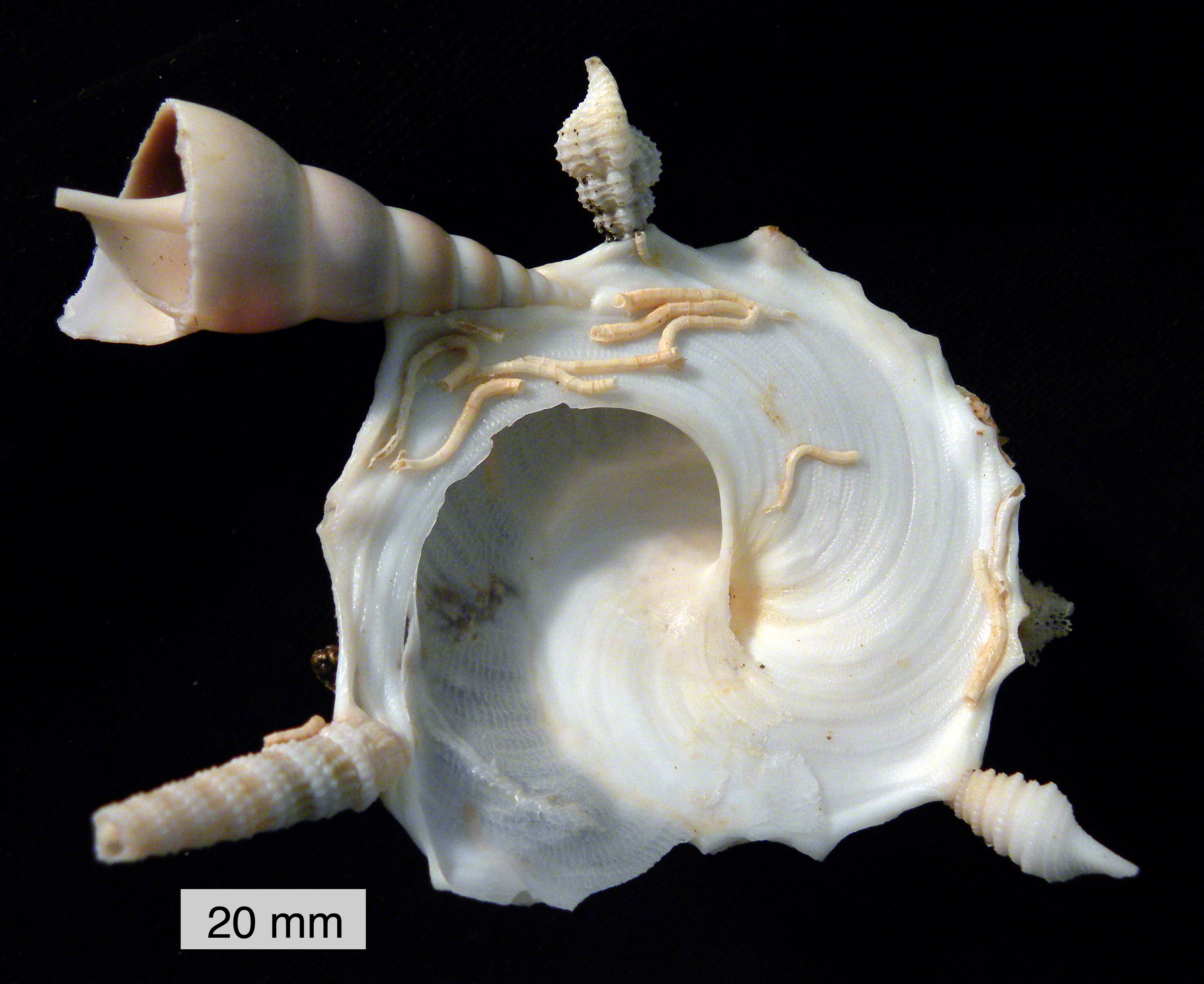
Ксенофора — морський равлик, що вбудовує в свою мушлю черепашки інших молюсків

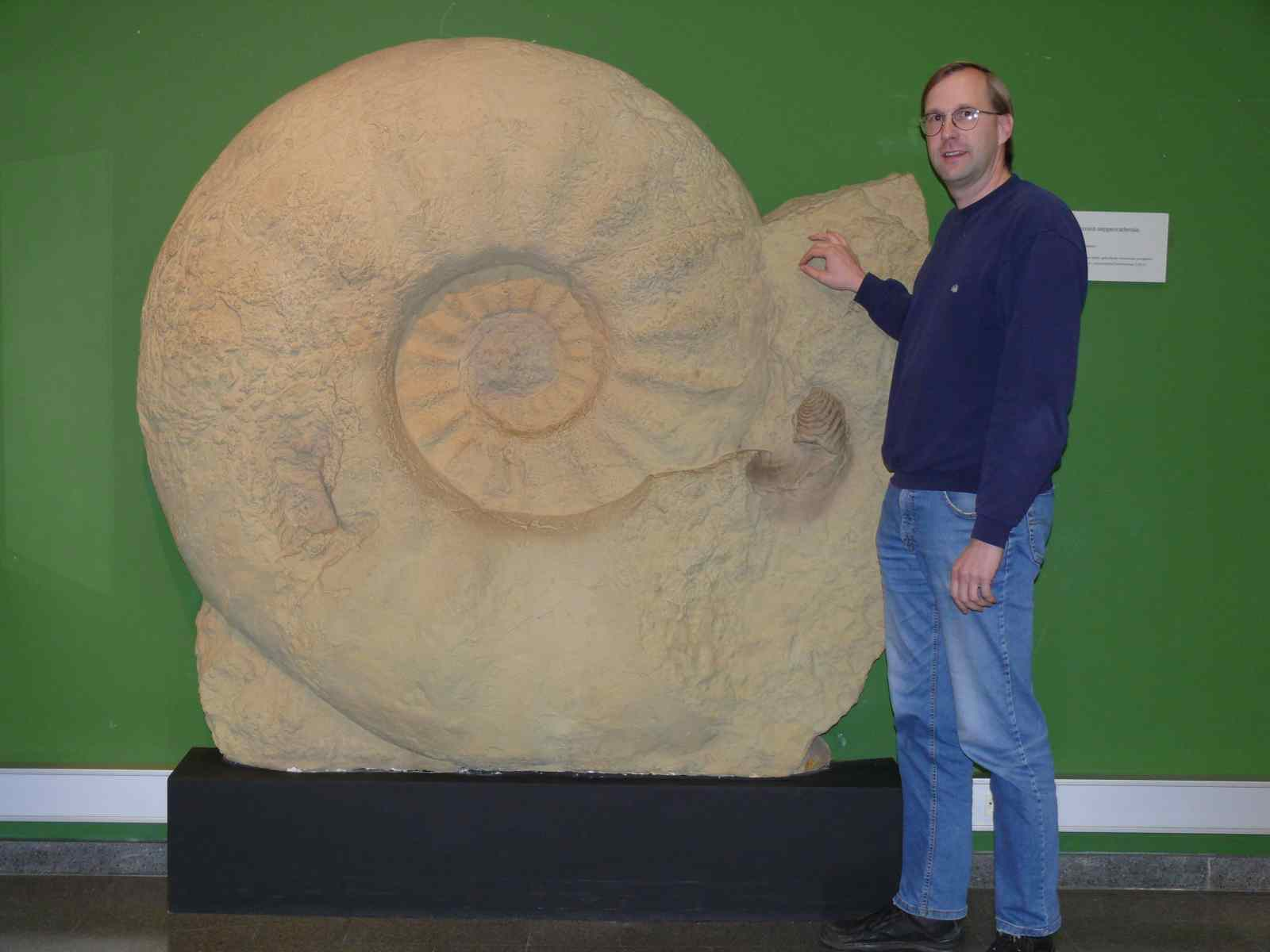
Амоніт Parapuzosia seppenradensis

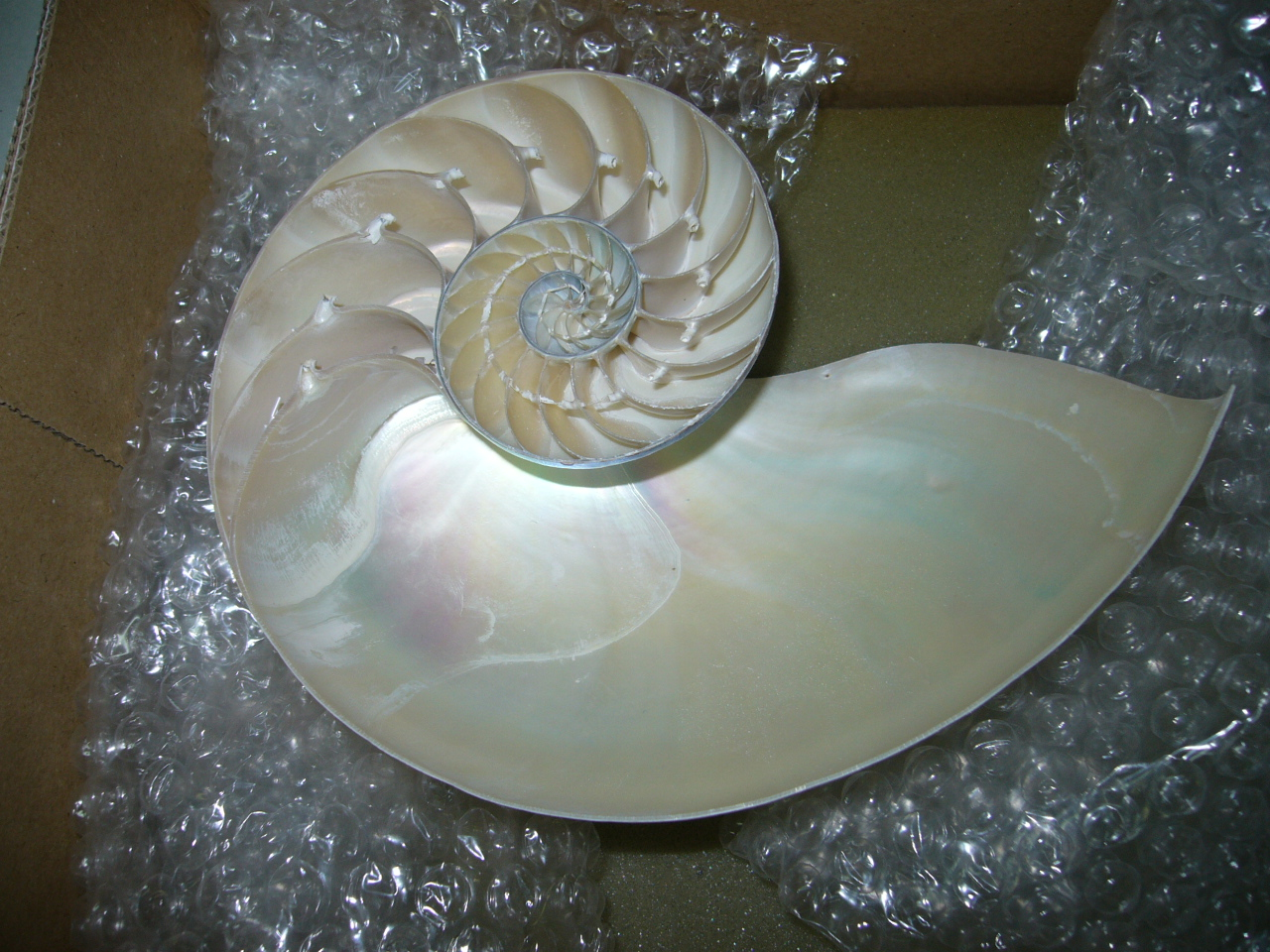
Мушля наутилуса в розрізі

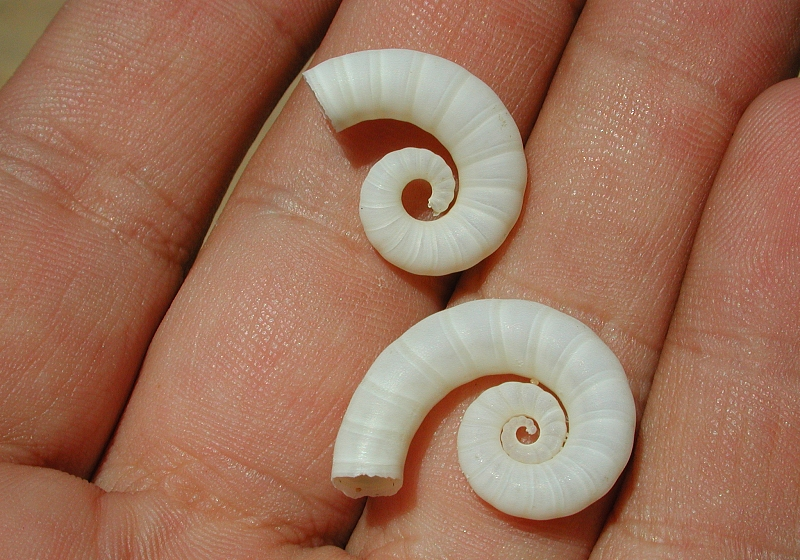
Внутрішні черепашки Spirula

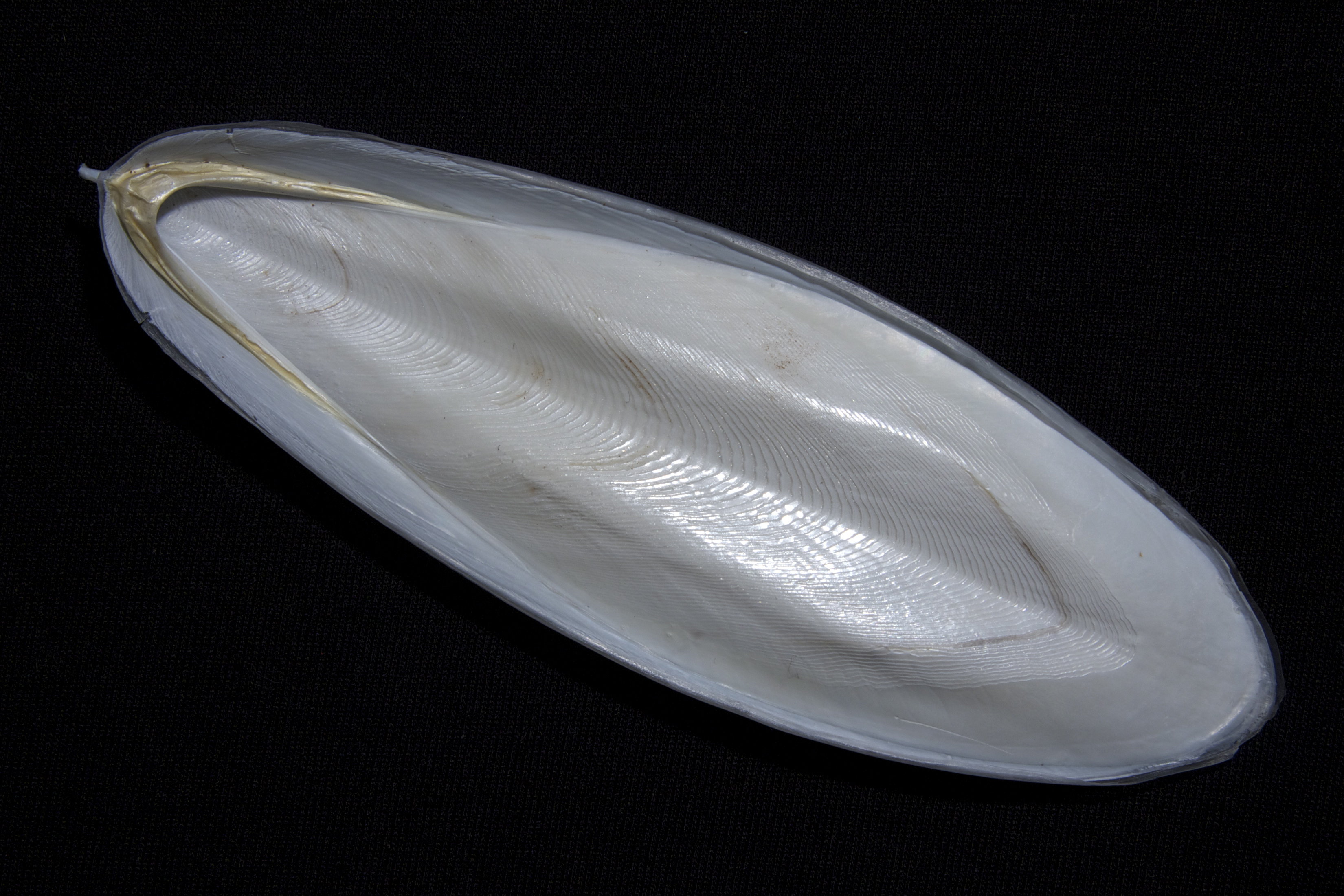
Рудиментарна черепашка каракатиці

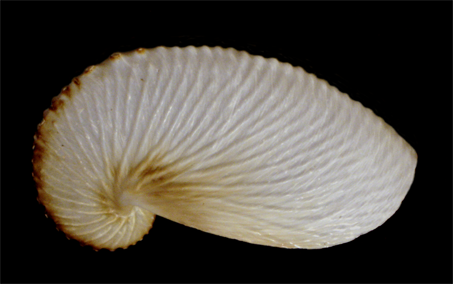
Черепашка аргонавта

  - Діатомові водорості. Їх скелет зазвичай називають панциром, але іноді вживається і термін «черепашка». Це утворення має дві стулки і складається з кремнезему.
  - Динофлагеляти можуть мати панцир з пластинок целюлози, який іноді також називають черепашкою.
  - Форамініфери. Мають черепашки різної форми, що бувають однокамерними та багатокамерними. У деяких органічні, у інших — з аглютинованих піщинок чи інших часток, що скріплені органічним цементом, ще у інших — з карбонату кальцію.
  - Gromiida (черепашкові амеби). Мають однокамірні органічні черепашки з одним устям[10].
  - Tectofilosida (черепашкові амеби). Черепашки однокамерні, з одним або двома устями, органічні, іноді з аглютинованими частками[10].
  - Еугліфіди (черепашкові амеби). Черепашки однокамерні, складаються з кремнеземових платівок[11].
  - Арцелініди (черепашкові амеби). Черепашки однокамерні, органічні або аглютиновані (з піщинок, скріплених органічним цементом)[11].
  - Trichosida (черепашкові амеби). Черепашки однокамерні, еластичні, з фіброзного материалу[11].
- Тварини:
  - Ракоподібні:
    - Конхостраки. Мають двостулкові хітинові черепашки.
    - Остракоди (черепашкові). Черепашки двостулкові. Хітинові, часто укріплені карбонатом кальцію.
    - Вусоногі. Черепашки складаються з кількох карбонатних платівок; у багатьох приростають до субстрату.
    - Раки-самітники не будують черепашки, а використовують готові мушлі черевоногих молюсків.

  - Плечоногі мають двостулкові черепашки, але їх стулки — не права і ліва, як у молюсків, а спинна і черевна. За складом вони бувають кальцитові або хітино-фосфатні (з хітину, білків та фосфату кальцію)[12].
  - Молюски, ті, що мають черепашку, будують її з карбонату кальцію у модифікації кальциту або арагоніту, часто обох.
    - Панцирні. Мають на спинному боці 8 окремих арагонітових платівок.
    - Моноплакофори. Черепашка тонка, ковпачкоподібна, вкриває тварину згори.
    - Двостулкові. Права і ліва стулки найчастіше є дзеркальним відображенням одна одної. До винятків належать, наприклад, устриці, які однією стулкою приростають до субстрата. Цікаво видозмінена черепашка у корабельних червів, що використовують її лише для свердління деревини.
    - Лопатоногі. Черепашка трубчаста, довга, дещо вигнута. Відкрита на обох кінцях.
    - Черевоногі. Черепашка, як правило, сильно асиметрична, турбоспіральна, у більшості видів правозакручена. Екземпляри з протилежним напрямком закрученості є рідкістю. У багатьох еволюційних лініях черепашка редукувалася; всіх таких «голих» черевоногих називають слизунами. Морські молюски родини Juliidae[en] мають двостулкову черепашку, вкрай дивну для гастропод.
    - Головоногі. Найдавніші представники мали пряму довгу конічну черепашку, розділену на камери, через які проходив сифон (у роду Cameroceras така черепашка досягала 10 м у довжину). У багатьох з їх нащадків (наприклад, у амонітів) мушля стала закрученою; серед сучасних тварин таку зберіг наутилус. Але у більшості сучасних головоногих черепашка сильно, або й зовсім, редукована. Восьминоги не мають черепашки взагалі, крім роду Argonauta[en], самки якого будують однокамерну спіральну мушлю, що не гомологічна мушлям інших головоногих. У кальмарів і пекельного вампіра є гладіус[en] — тонка підшкірна пластинка, що складається в основному з хітину. Каракатиці мають схований всередині тіла залишок черепашки, відомий як кістка каракатиці або сепіон[13], — сильно пориста арагонітова пластинка, що містить газ і потрібна для регуляції пловучості. Черепашка тварин роду Spirula теж цілком схована всередині тіла і виконує ту саму функцію, але не так сильно редукована: вона багатокамерна, має сифон і закручена.

## Геологічне значення
Черепашки різних груп організмів можуть складати (частково, або й цілком) цілі товщі осадових гірських порід.
Скелети діатомових водоростей, що накопичуються на морському дні, утворюють діатомовий мул, який поступово перетворюється на інші кременисті породи — діатоміт, трепел і опоку.
Черепашки форамініфер утворюють глобігериновий мул, названий так за родом Globigerina. Черепашки великих форамініфер — фузулінід и нуммулітид — роблять великий чи малий внесок у формування вапняків.
Черепашки молюсків теж є важливою складовою вапняків, а скупчення черепашок крилоногих молюсків утворюють птероподовий мул.

## Мушлі та їхнє використання
З мушель молюсків з давніх часів виготовляли посуд, ложки, ножі, скребки, риболовні крючки, сигнальні ріжки, амулети, прикраси. Черепашки каурі використовували як гроші. У деяких двостулкових і наутилуса з черепашок добувають перламутр. З черепашок форамініфер, молюсків та інших складаються вапняки та інші осадкові породи, що слугують будівельним матеріалом.
В Тибеті білі мушлі слугували грошима, розмір та чистота білого кольору визначала вартість. В буддизмі Біла Мушля Дхарми є одним із 8 благих символів.

## Мушлі й мистецтво

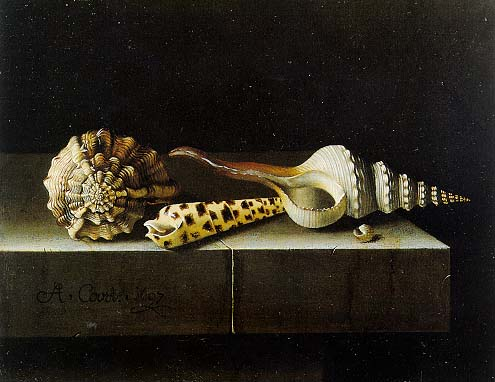
Худ. Адріан Корте. Натюрморт «Мушлі», 1697 р., місто Маастріхт.

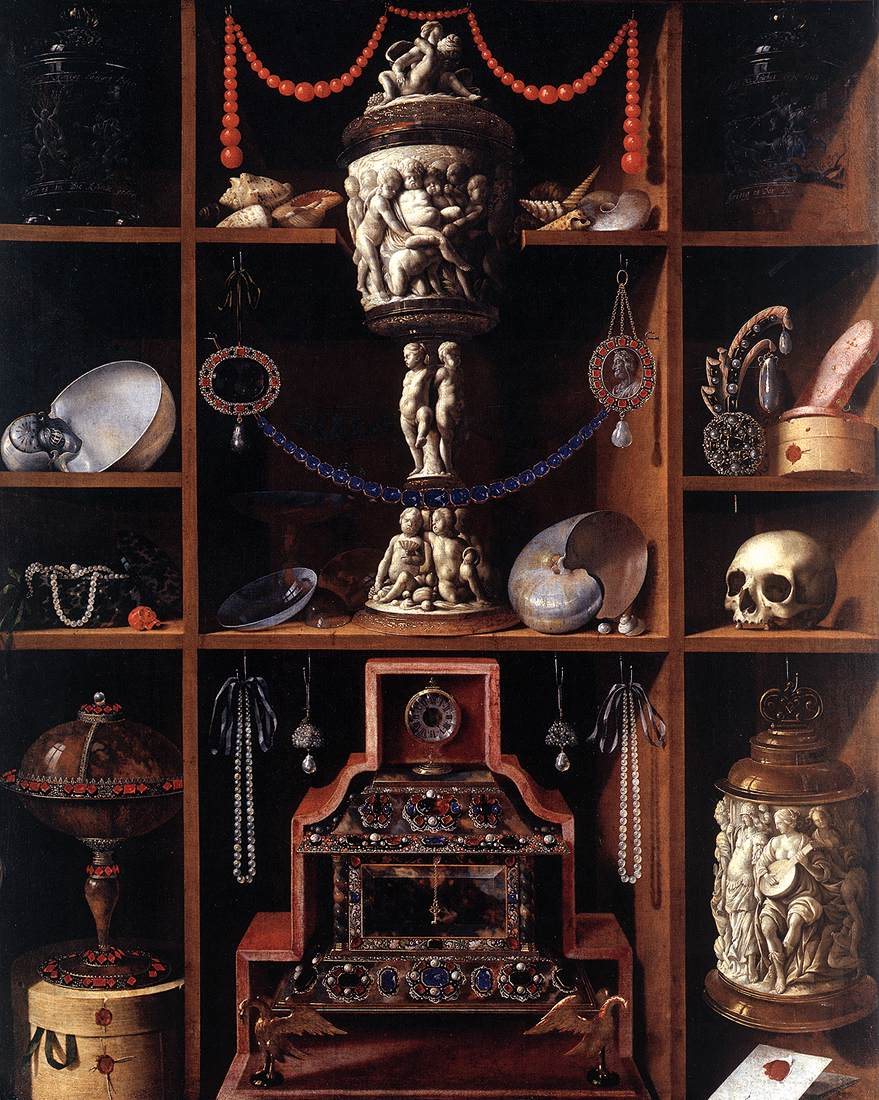
Худ. Йоганн Георг Хайнц. Кабінет прихильника мистецтв з мушлями. Гамбург, Кунстхаллє.

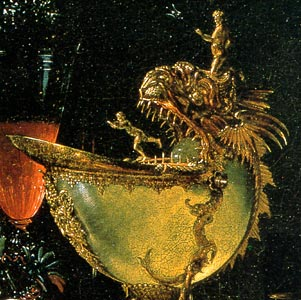
Худ. Віллем Калф. Коштовний келих з мушлі наутилуса, золота оправа з морською потворою. Фрагмент натюрморту 17 століття. Мадрид.

Мушлі давно стали предметом колекціонування, вдовольняючи людський потяг до естетики чи екзотики. Епідемія колекціонування черепашок пройшла Голландією в 17 столітті. Колекціонуванням мушель займалися науковці, художники та прихильники мистецтв. Заморські колонії тогочасної Голландії були постійними постачальниками мушлей для колекцій. Їх різноманітність викликала подив, захоплення, наукові дослідження. Особливо поціновувались великі за розміром мушлі. Черепашки заморських країн були типовою частиною «колекцій рідкісних речей», так званих кабінетів, кунсткамер.
Свідоцтвом тому є відомий портрет Яна Говертсена, видавця гравюр, палкого прихильника мистецтв та мушель. Коли Говертсен замовив художнику Хендріку Гольциусу свій портрет, то побажав бачити себе зі своєю колекцією. На портреті в його руці велика мушля Turbo sarmaticus. Портрет зберігає музей Бойманс ван Бенінген.
Мушлі були предметом зображень на голландських натюрмортах, як окремо, так і в оточенні інших речей. На великі за розмірами мушлі звернули увагу ювеліри. Мушлі оправляли в золото і срібло і робили центральною частиною коштовних келихів, що розійшлися по королівським і царським збіркам-скарбницям.
Також, особливо великі мушлі, використовуються як особливий музичний інструмент — в Індії та регіоні Тибету.
Знайшли своє використання і заморські мушлі малих розмірів. Ними почали викладати тло деяких картин або екзотичні фігури.
Не оминули маленькі мушлі своєю увагою і декоратори, тогочасні дизайнери інтер'єрів. Мушлями одного розміру почали викладати візерунки і орнаменти в павільйонах Грот, що символізував палац бога морів Нептуна (Грот в садибі Кусково), викладати орнаменти на стінах в палацах (Хет Лоо, (Голландія), Грот, Цвінґер Новий палац (Потсдам), Сан-Сусі, Німеччина).

### Мушля в бароко і рококо
Могутній, синтетичний стиль бароко використовував як мушлі природного походження, так і їх образ. Мушля була ознакою релігійного паломника, що мандрував до католицьких святинь (художник Хосе де Рібера, Апостол Яків Старший, його плащ пілігріма прикрашений мушлею гребінець).
Мушля довго використовувалась як оздоба ніші на фасаді костелу (Вознесенський костел (Золочів), Україна) чи прикрашала стелю в інтер'єрі. Мушля прикрасила фонтани на площах міст і скульптури янголів в церквах. Мушля (тобто рокайль за французькою), її хвилясті лінії і вигини разом з рослинними візерунками стали характерною рисою стилю рококо взагалі (Див. також рокайль).

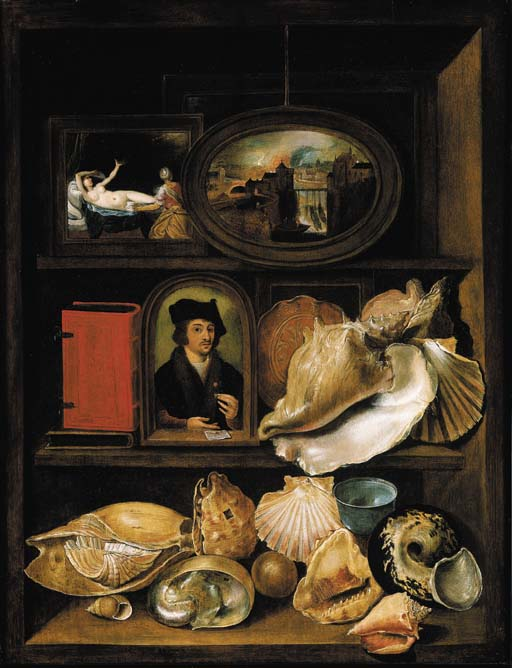
Ієронімус Франкен молодший (Антверпен 1578—1623), кабінетна поличка ї мініатюрним живописом, нкигою та мушлями, Сотбі. 2001
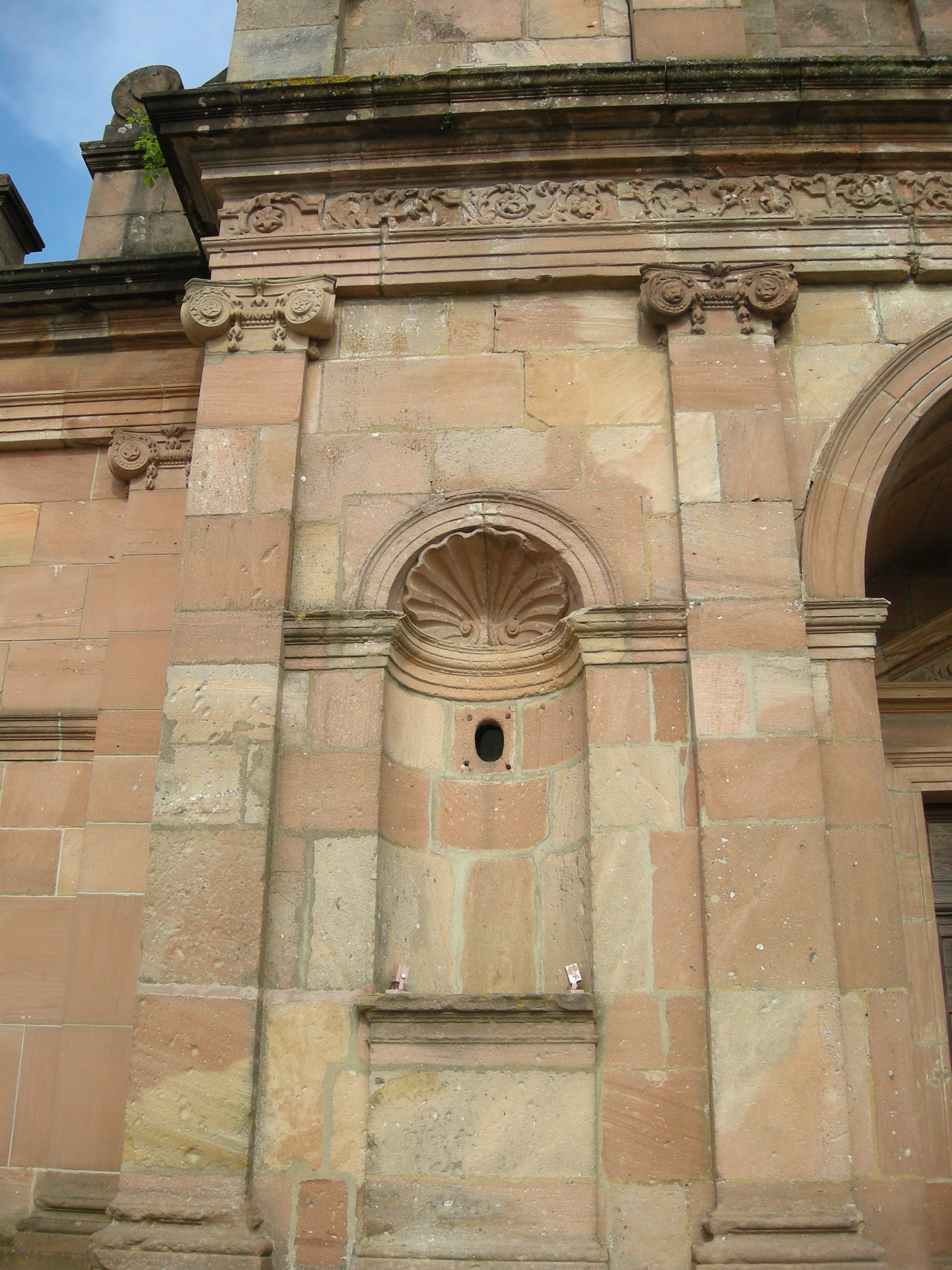
Прикраса ніші церкви 18 століття у Франції.
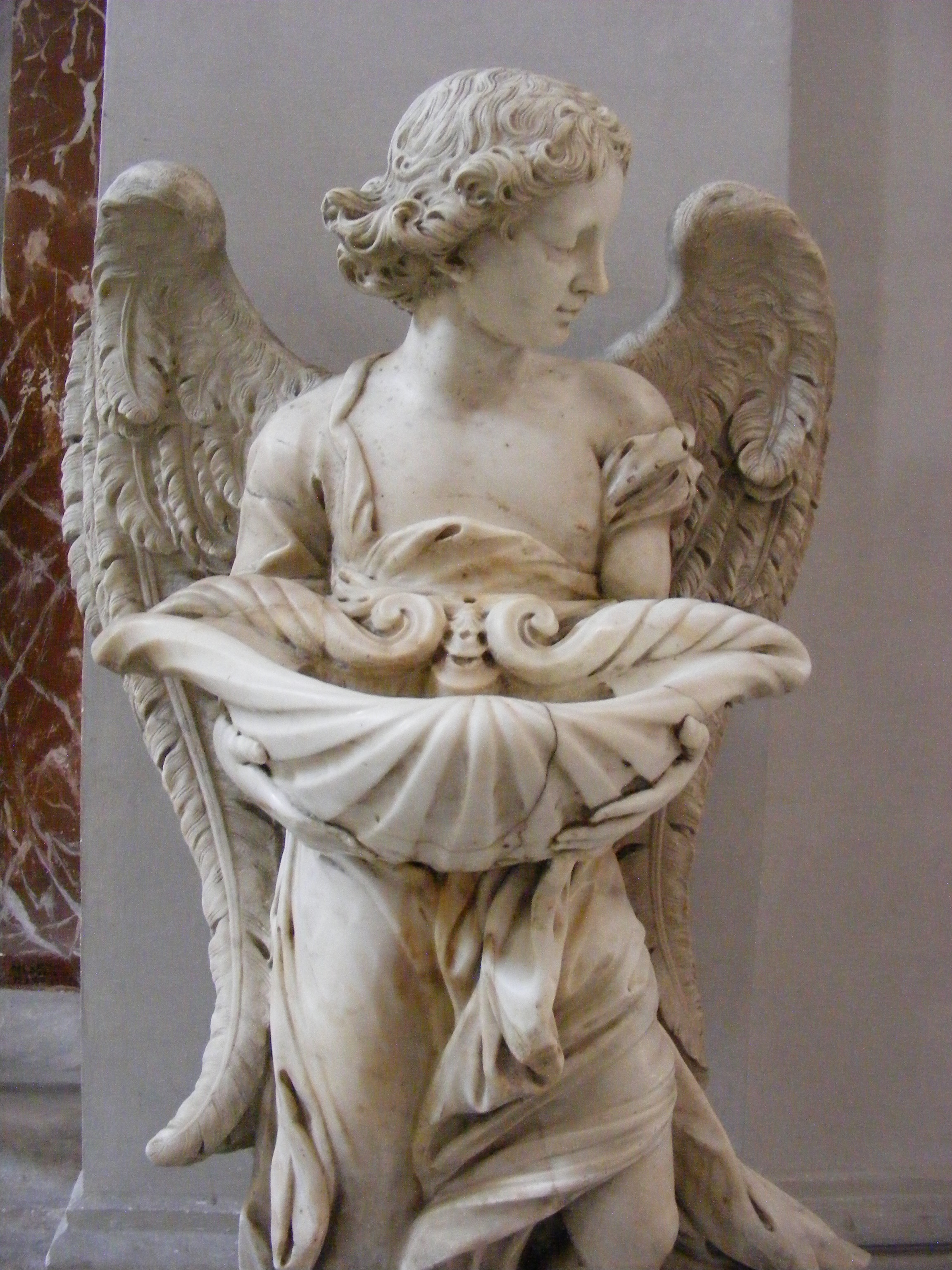
Мармуровий янгол з мушлею, церква Санта Марія дельї Анжелі.
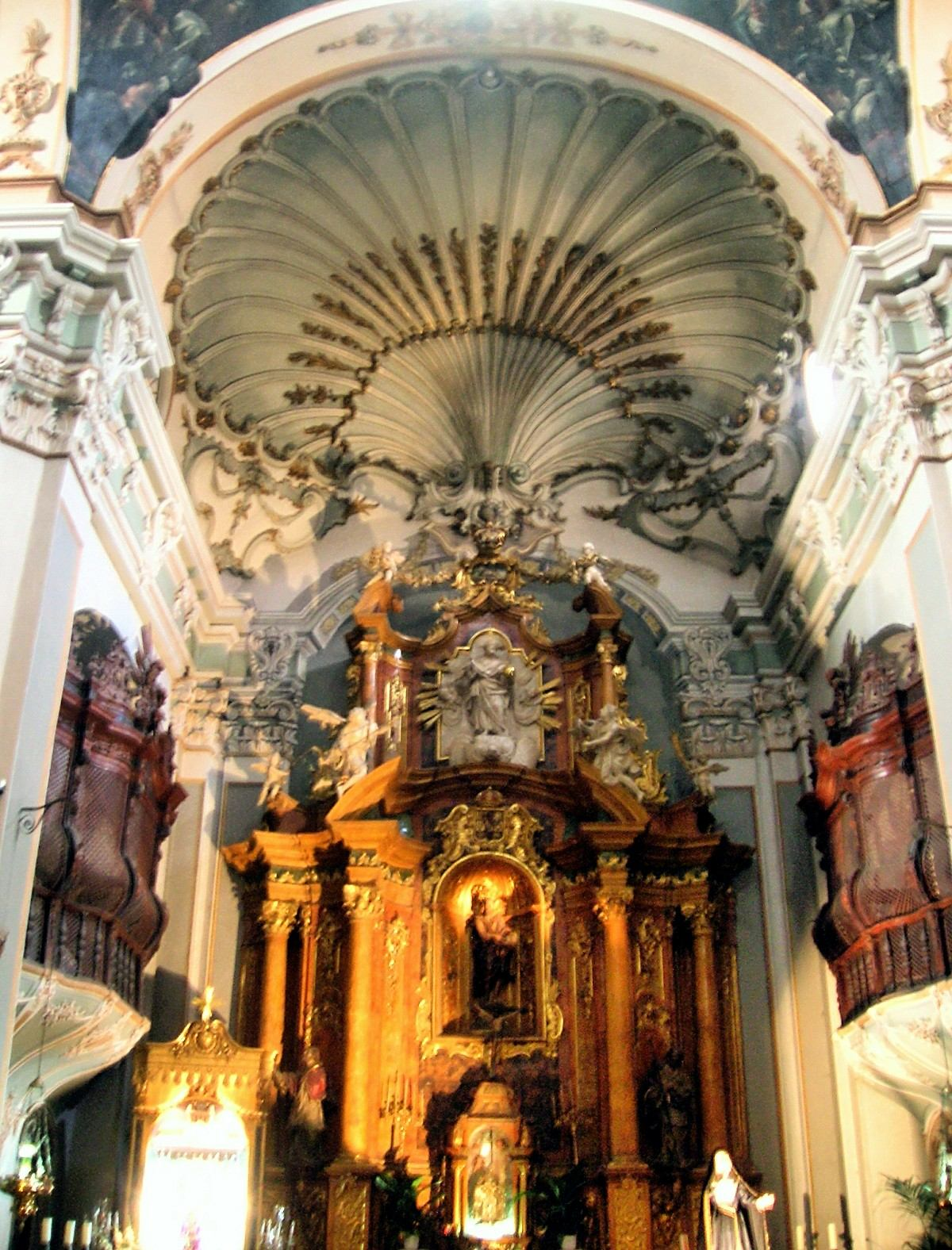
Велика каплиця церкви Сан Хуан ел Реал, калатауд, бароко.

## Мушля і сучасне мистецтво
Мушля не зникла і в сучасному мистецтві. Вона — традиційний атрибут стародавніх і сучасних фонтанів (скульптор Карл Міллєс, Швеція, фонтан «Посейдон», 1930-ті рр.)
Мушлю, збільшивши всі розміри до велетенських, перенесли в брутальну сучасну архітектуру.

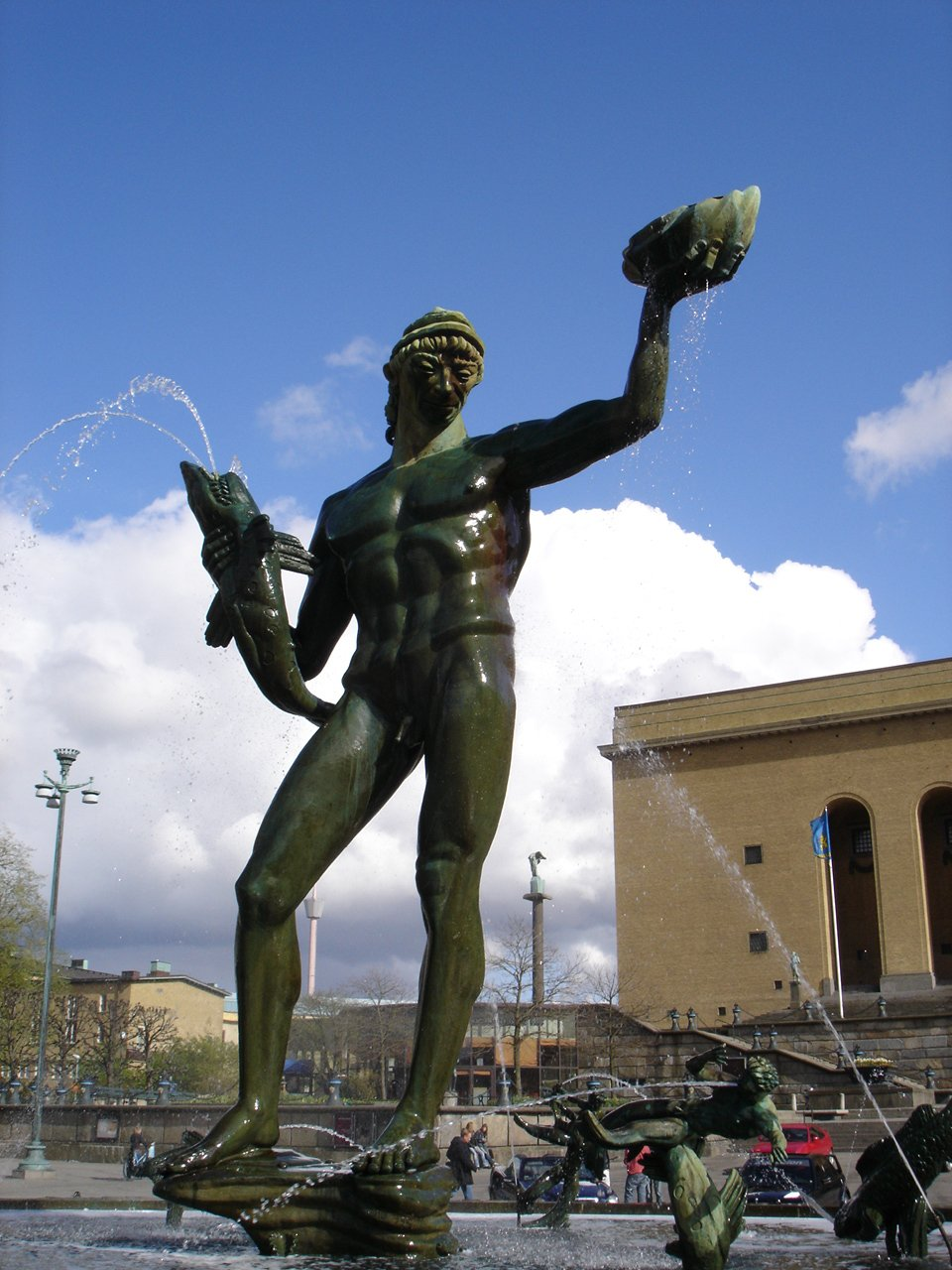
Карл Міллєс, Гетеборг, Швеція, фонтан «Посейдон», 1930-ті рр.
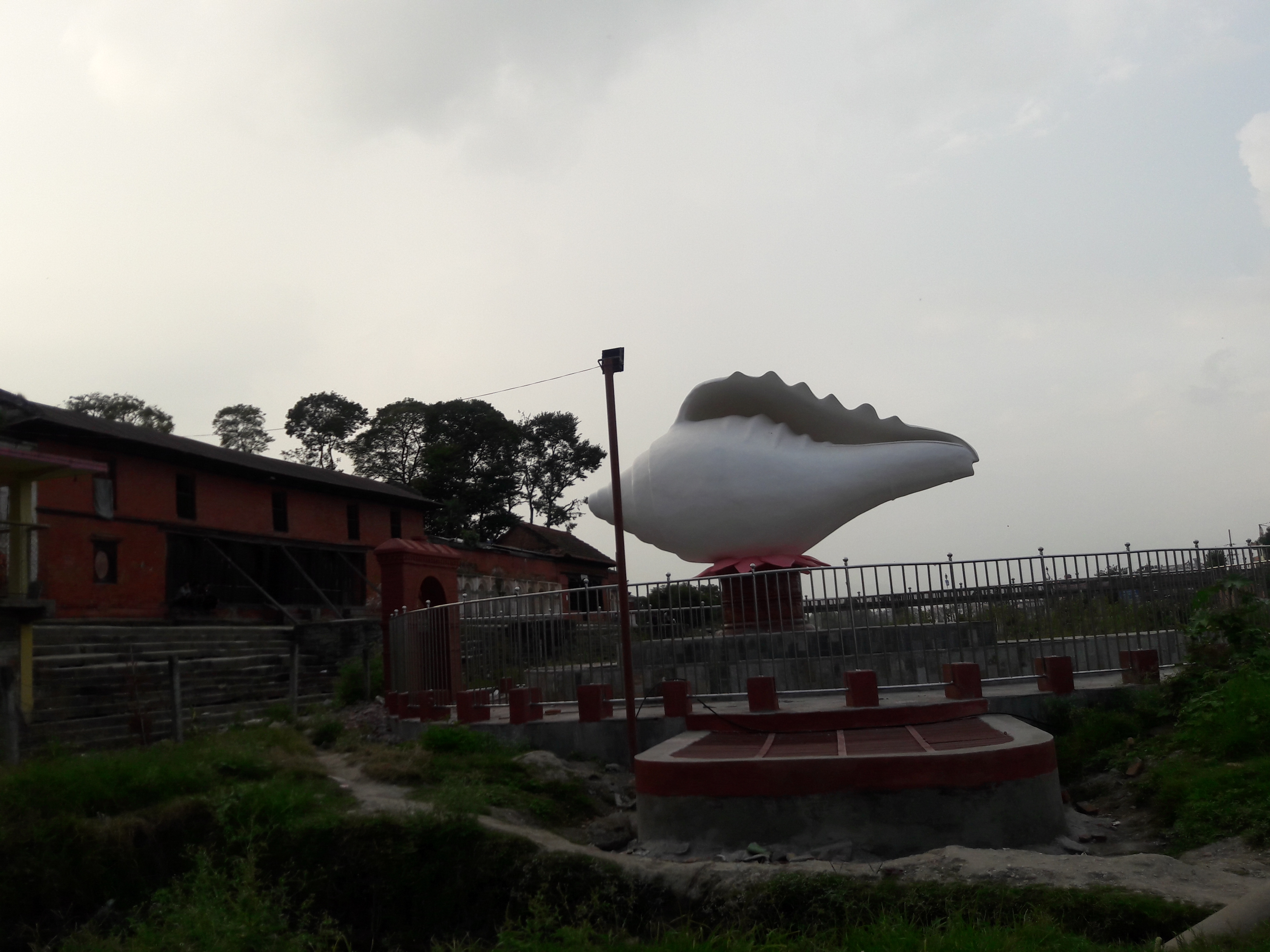
Релігійний Пам'ятник (Sankhamul, Катманду, Непал, 2017)